# Thoury
 Thoury  ist eine französische Gemeinde mit 425 Einwohnern (Stand 1. Januar 2022) im Département Loir-et-Cher in der Region Centre-Val de Loire; sie gehört zum Arrondissement Blois und zum Kanton Chambord.

## Geografie
Die Gemeinde Thoury liegt am Nordwestrand der wald- und seenreichen Landschaft Sologne, etwa 20 Kilometer östlich von Blois. Umgeben wird Thoury von den Nachbargemeinden Crouy-sur-Cosson im Norden, Dhuizon im Südosten, Neuvy im Süden sowie Chambord im Westen.

## Bevölkerungsentwicklung
| Jahr      | 1962 | 1968 | 1975 | 1982 | 1990 | 1999 | 2007 | 2017 |
| Einwohner | 372  | 373  | 347  | 338  | 362  | 337  | 378  | 420  |

## Sehenswürdigkeiten
- Die Domäne des Schlosses Chambord liegt zum Teil auf dem Gebiet der Gemeinde.

## Persönlichkeiten
- Claude de Rohan-Gié (La Comtesse de Thoury) (1519–nach 1579), Mätresse des französischen Königs Franz I.